# عفونت فرصت‌طلب
عفونت  فرصت‌طلب (به انگلیسی: opportunistic infection) عفونت ناشی از اندامگانی است که معمولاً باعث بیماری نمی‌شود، مگر در شرایطی که دستگاه ایمنی بدن آسیب دیده باشد. میکروبهایی که باعث ایجاد عفونت‌های فرصت‌طلب می‌شوند به‌طور طبیعی در محیط اطراف انسان‌ها وجود دارند اما نمی‌توانند به افرادی که دستگاه ایمنی سالمی دارند آسیبی برسانند و فقط در کسانی که دستگاه ایمنی آن‌ها ضعیف شده‌است، ایجاد بیماری می‌کند. عفونت‌های فرصت‌طلب اغلب منجر به بیماری پیچیده‌ای می‌شوند که به‌سرعت تمام بدن را گرفتار می‌سازد.

## انواع
از معمول‌ترین عفونت‌های فرصت‌طلب می‌توان به عفونت ریه، عفونت پوستی و عفونت قارچی که سبب برفک (لایه نازک سفید رنگ داخل دهان) یا عفونت‌های موضعی می‌شود، اشاره کرد.
عفونت‌های فرصت‌طلب عبارتند از: سودوموناس آئروژینوزا، کاندیدیازیس (برفک)، کوکسیدیوزیس، کریپتوکوکوزیس، کریپتوسپوریدوزیس، سایتومگالوویروس، هرپس سیمپلکس، هرپس زوستر، هیستوپلاسموزیس، مایکوباکتریوم آویوم، پنومونی پنوموسیستس کارینی، سالمونلوزیس، توکسوپلاسموزیس و توبرکولوزیس (سل).
عفونت‌های فرصت‌طلب از علل اصلی ناتوانی و مرگ و میر در مبتلایان به مراحل انتهایی عفونت اچ‌آی‌وی به‌شمار می‌آیند. عواملی که در افراد با ایمنی طبیعی به ندرت ایجاد بیماری می‌کنند، سبب عفونت‌های شدید در افراد مبتلا به ایدز می‌گردند.